# Зоря морів (роман)
Зоря морів — історичний роман ірландського письменника Джозефа О'Коннора, опублікований у 2002 році. Події в романі розгортаються у 1847 році, найгіршому році під час Ірландського картопляного голоду. «Зоря морів» стала найуспішнішим міжнародним бестселером, було продано понад 800 000 примірників за рік.

## Сюжет
Сюжет роману розгортається важкої зими 1847 року. З Ірландії, яку роздирали беззаконня і жахливий голод, відплив до Нью-Йорку пасажирський корабель «Зоря морів». На борту знаходяться сотні біженців, багато з яких із бідних та зневірених сімей. Усі вони наважилися переплисти океан у пошуках нової батьківщини. Усі пов'язані між собою тісніше, ніж можуть собі уявити, а кораблем шастає убивця, що вичікує слушної нагоди. Головні герої — капітан корабля Джозіас Локвуд, одинокий ірландець на ім'я Піус Малв, Девід Мерідіт, лорд Кінгскорт, його дружина Лаура, їхня служниця Мері Дуейн, та американський журналіст Грантлі Діксон.
Історія має кілька сюжетних ниток, в тому числі і кримінальних, переплетених Грантлі Діксоном. Він використовує щоденники, листи, власні статті та розмови/інтерв'ю з деякими з головних героїв чи їхніми родичами/нащадками. Історія частково слідує хронологічному перебігу подорожі, а для проміжних або вставлених частин складається з переплетеного фонового життя деяких емігрантів та їхніх родичів до того, як вони залишили Ірландію (або Англію, або навіть після того, як вони прибули до США). Роман відходить від звичайної формули таємниці вбивства, оскільки на початку роману читачам туманно повідомляють про особу вбивці та жертви, а вбивство не несе повної ідеї чи сенсу вбивства, бо вбивство відбувається лише на останніх сторінках роману.
При виборі назви письменник чітко усвідомлював, що термін «Зоря морів» має глибоке коріння в католицькій традиції. Богородиця, Зоря морів — переклад латинського Stella Maris — це Пресвята Діва Марія в її аспекті як провідниця і захисниця для тих, хто працює або подорожує на морі, і під яким титулом Її шанують у багатьох католицьких приморських громадах. Дійсно, в голландському та інших перекладах книга отримала назву «Стелла Маріс».
У 2008 році лондонська група Silvery випустила пісню «Star of the Sea» у своєму дебютному альбомі Thunderer & Excelsior на Blow Up Records, ненав'язливо дотримуючись сюжету книги.
У 2007 році опублікована книга О'Коннора, Redemption Falls — це фактично продовження книги, дія якої відбувається після Громадянської війни в Америці та містить певний перехід персонажів.

## Історія публікації
Книга вперше була опублікована у 2002 році британською компанією Secker & Warburg. Зоря морів зібрала багато нагород і шорт-листів. Вперше українською мовою в перекладі Ярослави Стріхи роман опублікований у видавництві «Астролябія» у 2021 році.